# Красноармейское (Бахчисарайский район)

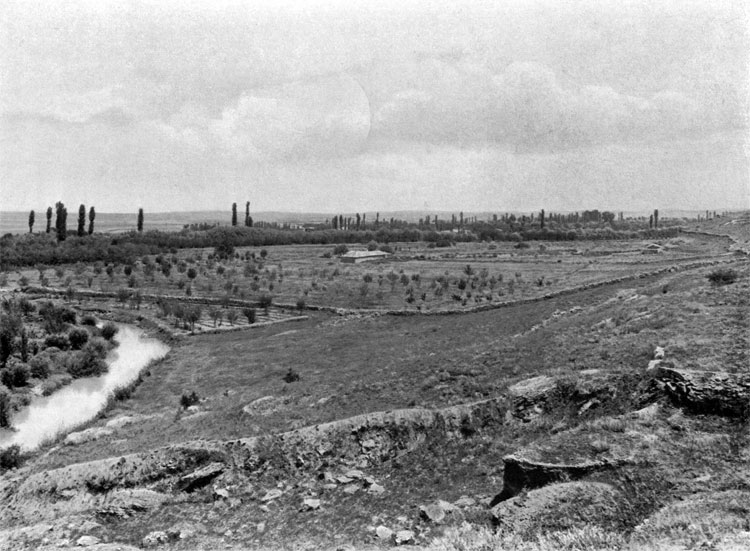
Тарханлар, 1904 год. Фото В. Н. Клембовского

Красноарме́йское (до 1945 года Алма́-Тарха́н, ранее Тарханлар; укр. Красноармійське, крымскотат. Alma Tarhan, Алма Тархан) — исчезнувшее село в Бахчисарайском районе Республики Крым (согласно административно-территориальному делению Украины — Автономной Республики Крым), ныне включено в состав села Вилино. Находится на северо-западе района, на правом берегу реки Альмы в её нижнем течении, сейчас — восточная часть села Вилино.

## История
В конце XVIII—XIX веках деревня чаще называлась Тарханлар.
Документов с упоминанием Тарханлара времён Крымского ханства пока не обнаружено, только из Камерального Описания Крыма 1784 года известно, что деревня в последний период ханства относилась к Бахчисарайскому кадылыку Бахчисарайского же каймаканства. После присоединения Крыма к России (8) 19 апреля 1783 года, (8) 19 февраля 1784 года, именным указом Екатерины II сенату, на территории бывшего Крымского Ханства была образована Таврическая область и деревня была приписана к Симферопольскому уезду. С началом Русско-турецкой войной 1787—1791 годов, весной 1788 года производилось выселение крымских татар из прибрежных селений альминской долины во внутренние районы полуострова, в том числе и из Тарханлара. В конце войны, 14 августа 1791 года всем было разрешено вернуться на место прежнего жительства. После Павловских реформ, с 1796 по 1802 год, входил в Акмечетский уезд Новороссийской губернии. По новому административному делению, после создания 8 (20) октября 1802 года Таврической губернии, Тарханлар отнесли в Актачинскую волость Симферопольского уезда.
Согласно Ведомости о всех селениях в Симферопольском уезде состоящих с показанием в которой волости сколько числом дворов и душ… от 9 октября 1805 года, Тарханлар был крупнейшей деревней волости: в ней в 54 дворах числилось 256 крымских татар и 11 крымских цыган, а земля принадлежала подпоручику Мустафе Эфендию. (На военно-топографической карте генерал-майора Мухина 1817 года дворов также 54). После реформы волостного деления 1829 года Тарханлар, согласно «Ведомости о казённых волостях Таврической губернии 1829 года», отнесли к Яшлавской волости (переименованной из Актачинской). На карте 1836 года в деревне 66 дворов, как и на карте 1842 года.

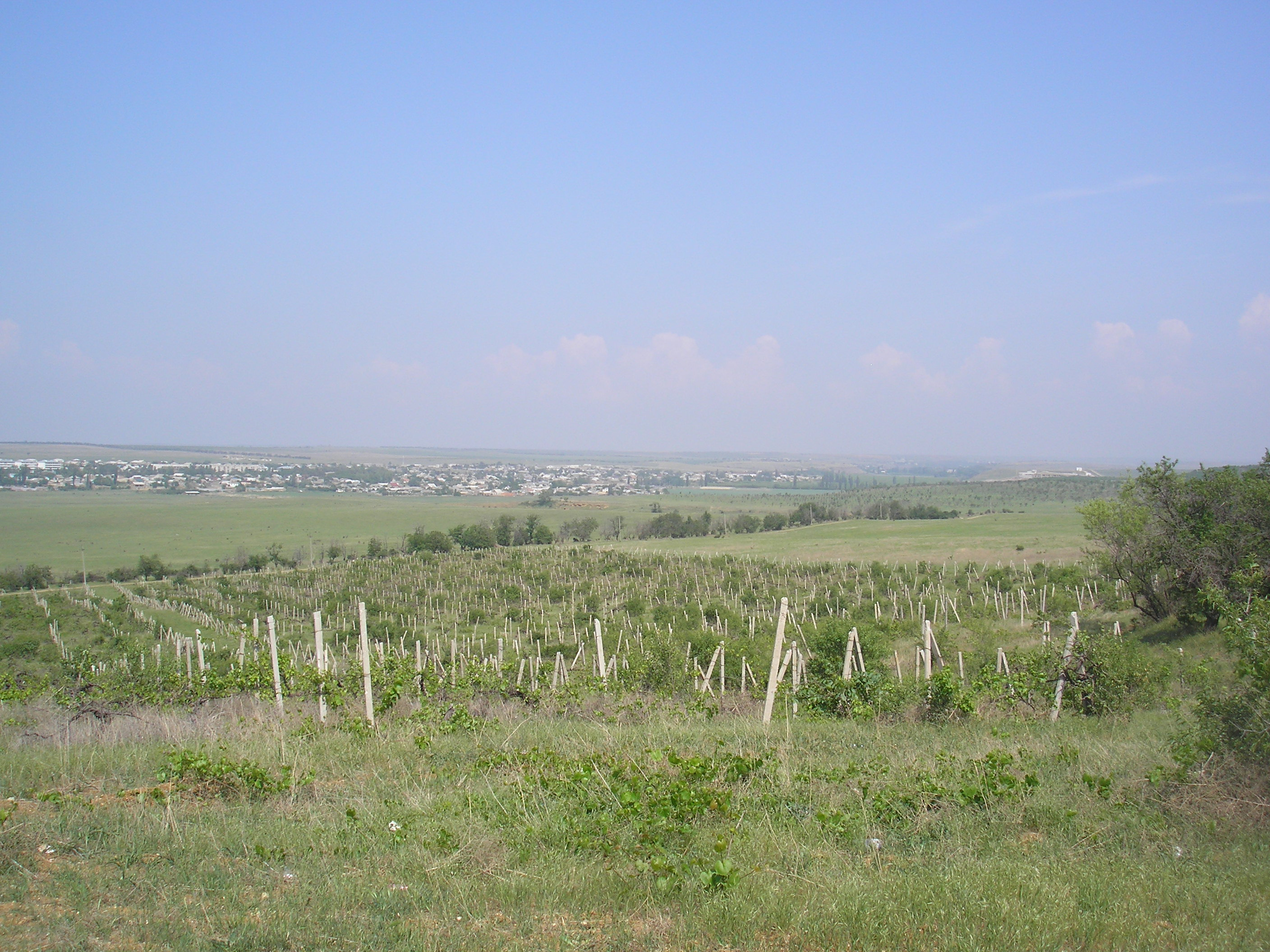
Восточная часть Вилино, бывшее Красноармейское.

В 1860-х годах, после земской реформы Александра II, деревню приписали к Дуванкойской волости. В «Списке населённых мест Таврической губернии по сведениям 1864 года», составленном по результатам VIII ревизии, в Тарханларе (он же Алма-Тархан) при реке Алме записаны: татарская общинная деревня, частновладельческие дачи, мечеть, водяная мельница, 43 двора и 270 жителей. По обследованиям профессора А. Н. Козловского начала 1860-х годов, в селении имелись колодцы глубиной 2—4 сажени, из которых половина с пресной, а половина с солёной водой. На трёхверстовой карте Шуберта 1865—1876 года домов обозначено почему-то 15). На 1886 год в деревне, согласно справочнику «Волости и важнѣйшія селенія Европейской Россіи», проживало 211 человек в 47 домохозяйствах, действовали мечеть и лавка. X ревизия 1887 года, сведения которой собраны в Памятной книге Таврической губернии 1889 года зафиксировала в Тарханларе 82 двора и 384 жителя. На подробной карте 1890 года также обозначено 82 двора с русско-татарским населением.
После земской реформы 1890-х годов деревня осталась в составе преобразованной Дуванкойской волости. Согласно «…Памятной книжке Таврической губернии на 1892 год», в деревне Тарханлар, входившей в Тарханларское сельское общество, числилось 224 жителя в 36 домохозяйствах, владевшие 332 десятинами земли. По всероссийской переписи 1897 года в Тарханляре зафиксировано 972 жителя, из которых 781 мусульманин. А по «…Памятной книжке Таврической губернии на 1902 год», в деревне Тарханлар, входившей в Тарханларское сельское общество, числилось 232 жителя в 32 домохозяйствах. В 1912 году в деревне было начато строительство нового здания мектеба. По Статистическому справочнику Таврической губернии. Ч.II-я. Статистический очерк, выпуск шестой Симферопольский уезд, 1915 год, в деревне Альма-Тархан Дуванкойской волости Симферопольского уезда числилось 75 дворов с татарским населением в количестве 633 человек приписных жителей и 59 — «посторонних», из которых 340 мужчин и 352 женщины. Жители владели 322 десятинами удобной земли. В хозяйствах имелось 115 лошадей, 22 вола, 60 коров и 1678 голов мелкого скота. К деревне были приписаны 5 хуторов, 2 крупные усадьбы немецких колонистов и около 40 частных садов. В начале XX века в Алма-Тархане действовала одна из трёх сельских (в Крыму) консервных фабрик. На 1917 год в селении действовал фельдшерский пункт.
После установления в Крыму Советской власти, по постановлению Крымревкома от 8 января 1921 года была упразднена волостная система и село включили в состав вновь созданного Подгородне-Петровского района Симферопольского уезда, а в 1922 году уезды получили название округов. 11 октября 1923 года, согласно постановлению ВЦИК, в административное деление Крымской АССР были внесены изменения, в результате которых был ликвидирован Подгородне-Петровский район и образован Симферопольский и село включили в его состав. Согласно Списку населённых пунктов Крымской АССР по Всесоюзной переписи 17 декабря 1926 года, в селе Алма-Тархан, центре Алма-Тарханского сельсовета Симферопольского района, числилось 102 двора, из них 79 крестьянских, население составляло 1001 человек (502 мужчины и 499 женщин). В национальном отношении учтено: 677 татар, 196 русских, 34 немца, 1 украинец, 52 грека, 39 караимов, 4 эстонцев, 3 армянина, 2 еврея, 2 записаны в графе «прочие», действовала русско-татарская школа. Время переподчинения села Бахчисарайскому району пока точно не установлено, возможно, это результат постановления «О реорганизации сети районов Крымской АССР» от 30 октября 1930 года. По данным всесоюзная перепись населения 1939 года в селе проживало 1276 человек.
В 1944 году, после освобождения Крыма от фашистов, согласно Постановлению ГКО № 5859 от 11 мая 1944 года, 18 мая крымские татары были депортированы в Среднюю Азию. 12 августа 1944 года было принято постановление № ГОКО-6372с «О переселении колхозников в районы Крыма» по которому в район планировалось переселить 6000 колхозников и в сентябре 1944 года в район приехали первые новосёлы (2146 семей) из Орловской и Брянской областей РСФСР, а в начале 1950-х годов последовала вторая волна переселенцев из различных областей Украины. 21 августа 1945 года, указом Президиума Верховного Совета РСФСР, Альма-Тархан переименовали в Красноармейское и, соответственно, Альма-Тарханский сельсовет — в Красноармейски. С 25 июня 1946 года Красноармейское в составе Крымской области РСФСР, а 26 апреля 1954 года Крымская область была передана из состава РСФСР в состав УССР. Время упразднения сельсовета пока не установлено: на 15 июня 1960 года он ещё существовал. В 1965 году Красноармейское включено в состав Вилино.

## Динамика численности населения
| - 1805 год — 256 чел. - 1864 год — 270 чел. - 1886 год — 211 чел. - 1889 год — 384 чел. - 1892 год — 224 чел. - 1897 год — 972 чел. | - 1915 год — 633/59 чел. - 1900 год — 232 чел. - 1915 год — 633/59 чел. - 1926 год — 1001 чел. - 1939 год — 1276 чел. |